# جوش ديفور
جوش ديفور (بالإنجليزية: Josh Devore)‏ هو لاعب كرة قاعدة أمريكي، ولد في 13 نوفمبر 1887 في موراي سيتي في الولايات المتحدة، وتوفي في 6 أكتوبر 1954 في تشيليكوث في الولايات المتحدة.

## وصلات خارجية
- جوش ديفور على موقعبيزبول رفرنس.كوم (الدوري الرئيسي) (الإنجليزية)
- جوش ديفور على موقعبيزبول رفرنس.كوم (الدوري الثانوي) (الإنجليزية)
- جوش ديفور على موقع جمعية أبحاث البيسبول الأمريكية (الإنجليزية)